# André Beuzebosc
André Beuzebosc (né au Havre le 23 juin 1912 et mort à Paris 15e le 16 janvier 1992) est un peintre français appartenant au mouvement de l'art naïf.

## Biographie

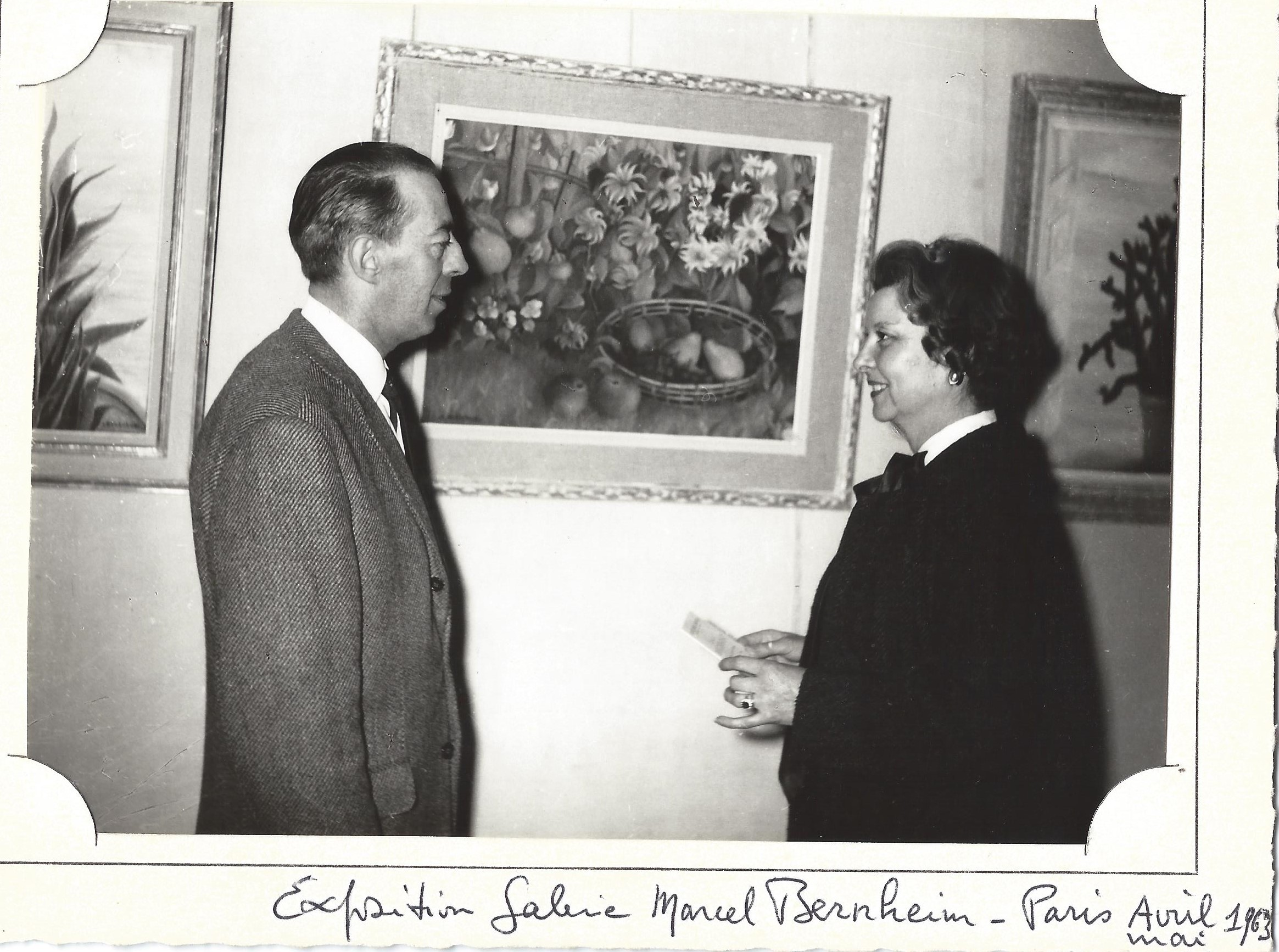
André Beuzebosc lors de l'Exposition de ses toiles à la galerie Marcel Bernheim en 1963.

Venu tardivement à la peinture, à la quarantaine passée, André Beuzebosc n’a jamais étudié le trait. Il a peint instinctivement. D’abord quelques reproductions de toiles connues puis, assez rapidement, des paysages pris autour de lui : jardins, bords de mer et surtout des fleurs, imaginaires, sans modèles.
Il commence à se faire connaître du public en participant à divers salons : le Salon des artistes-ouvriers du Havre, en 1956, 1957 et 1958, le Salon de l'union havraise des arts plastiques, en 1959. Mais il est surtout présent au Salon d’automne des artistes havrais de 1958 à 1970. 
En 1959, il est remarqué par la galerie Hamon au Havre, qui organise en septembre de la même année sa première exposition personnelle (une vingtaine de toiles sont alors exposées). 
Sa participation régulière au Salon d'automne des artistes havrais lui apporte une reconnaissance locale : en 1963, il reçoit le prix de la ville du Havre pour son tableau Fleurs sur une fenêtre; en 1967, il reçoit le prix Bernard Esdras-Gosse avec le tableau Fleurs dans la pénombre,.
Encouragé par ses résultats, il contacte la galerie Romanet à Paris, en 1961, qui l’oriente presque exclusivement vers le thème des fleurs. Puis c’est la galerie Marcel Bernheim qui l’expose en 1963. La même année, il est approché par Claude Volnay de la Galerie "93" à Paris, rue du Faubourg-Saint-Honoré. Celui-ci le conseille. Ses toiles sont alors vendues jusqu’aux États-Unis et même en Australie par la Galerie "93". En avril 1968, il expose au Grand Palais à Paris au Salon des artistes français. Il nouera par la suite des contacts avec d’autres galeries : Morantin-Nouvion à Paris, Majestic-Vallombreuse à Biarritz et Paris.
Après sa retraite, il s’installe à Paris en 1978, afin de se rapprocher des galeristes influents. Des rhumatismes déformants (mains, colonne vertébrale) l’éloignent de ses pinceaux. Il cessera de peindre en 1984. Au total, près de 190 toiles ont été produites. André Beuzebosc est mort à Paris le 16 janvier 1992. Il est inhumé au cimetière de Montmartre.

## Œuvres
Sa peinture est une peinture onirique, proche du surréalisme : des formes et des couleurs venues de nulle part, n’appartenant qu’à lui. Certains critiques y ont vu un héritage du Douanier Rousseau.

« Ce qui rend l’aspect naïf (chez André Beuzebosc), c’est le souci anecdotique, toujours présent, par des scènes et des objets traités en réduction jusqu’à être un perdus dans le décor ».

Parmi les paysages qu'il a pu peindre, il est possible de citer, à titre d'exemple, La cour champêtre (1959), Les Clochards (1959). Dans le registre des fleurs, qui concentre l'essentiel de sa production, ses Fleurs dans un bois (1961), Fleurs de l’automne (1961), Envahissement (1969), Bouquet aux immortelles (1965) ou encore ses Fleurs annonciatrices de l’hiver (1965) peuvent offrir un premier aperçu de son travail.

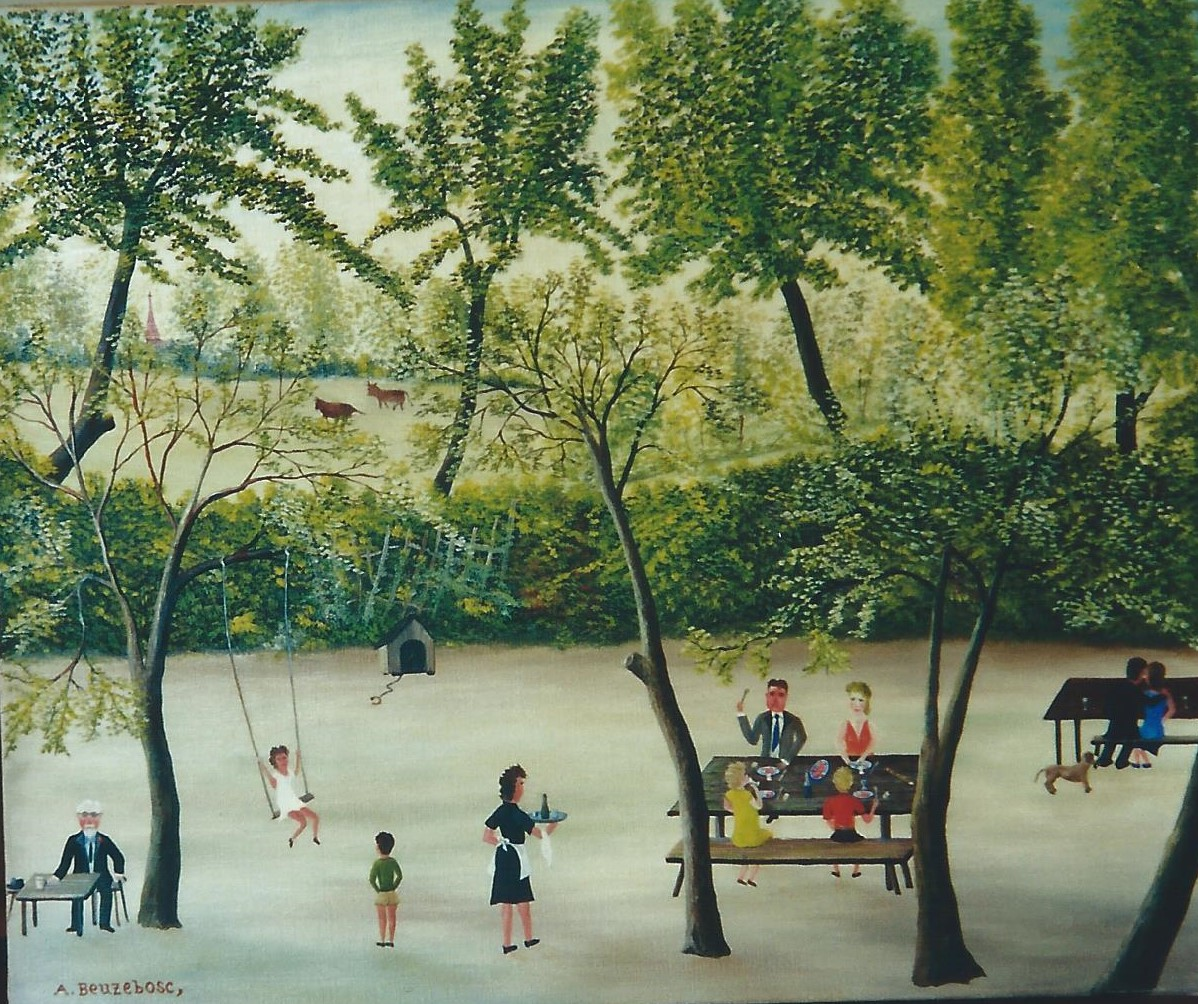
La cour champêtre (1959).
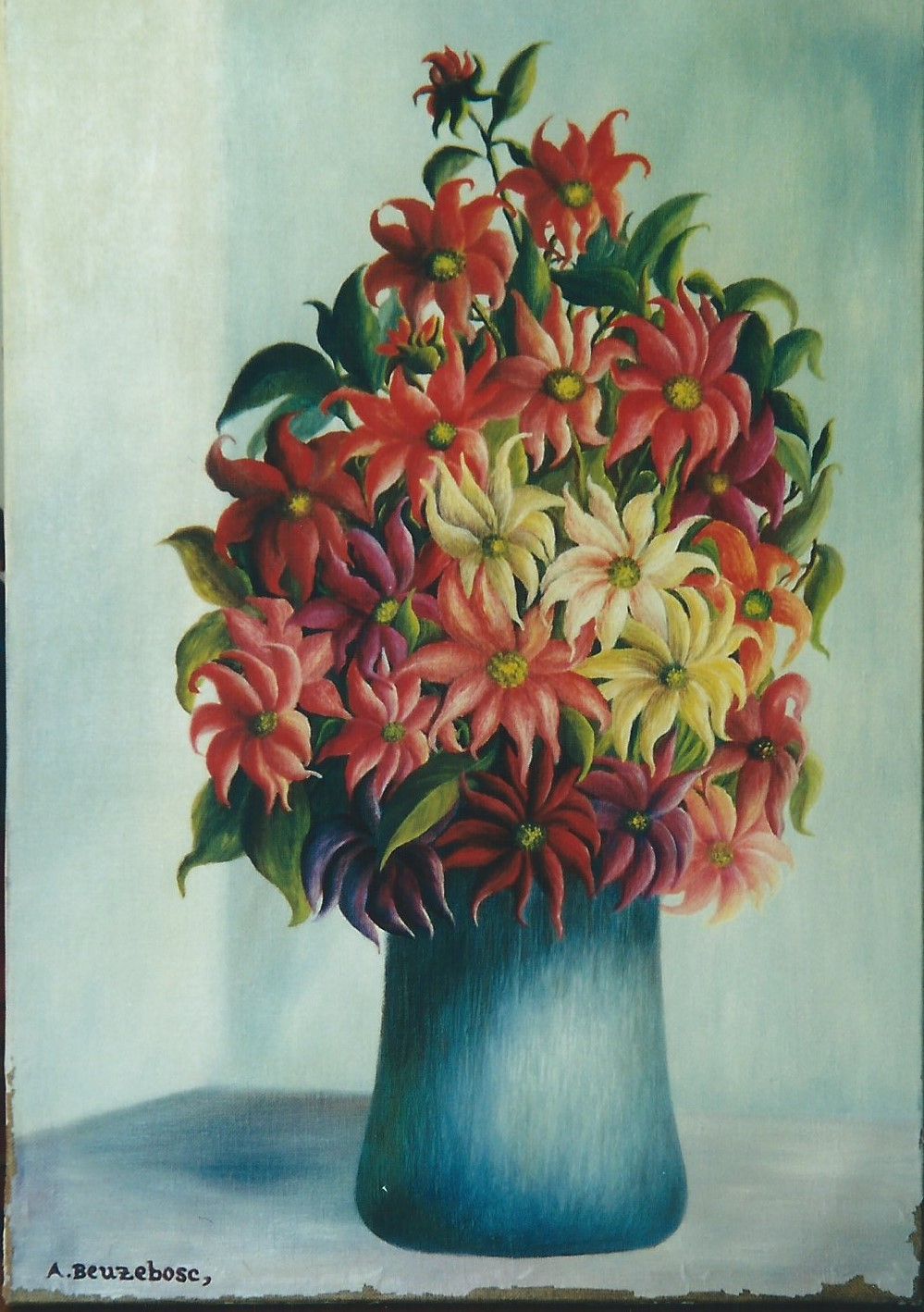
Fleurs de l’automne (1961).
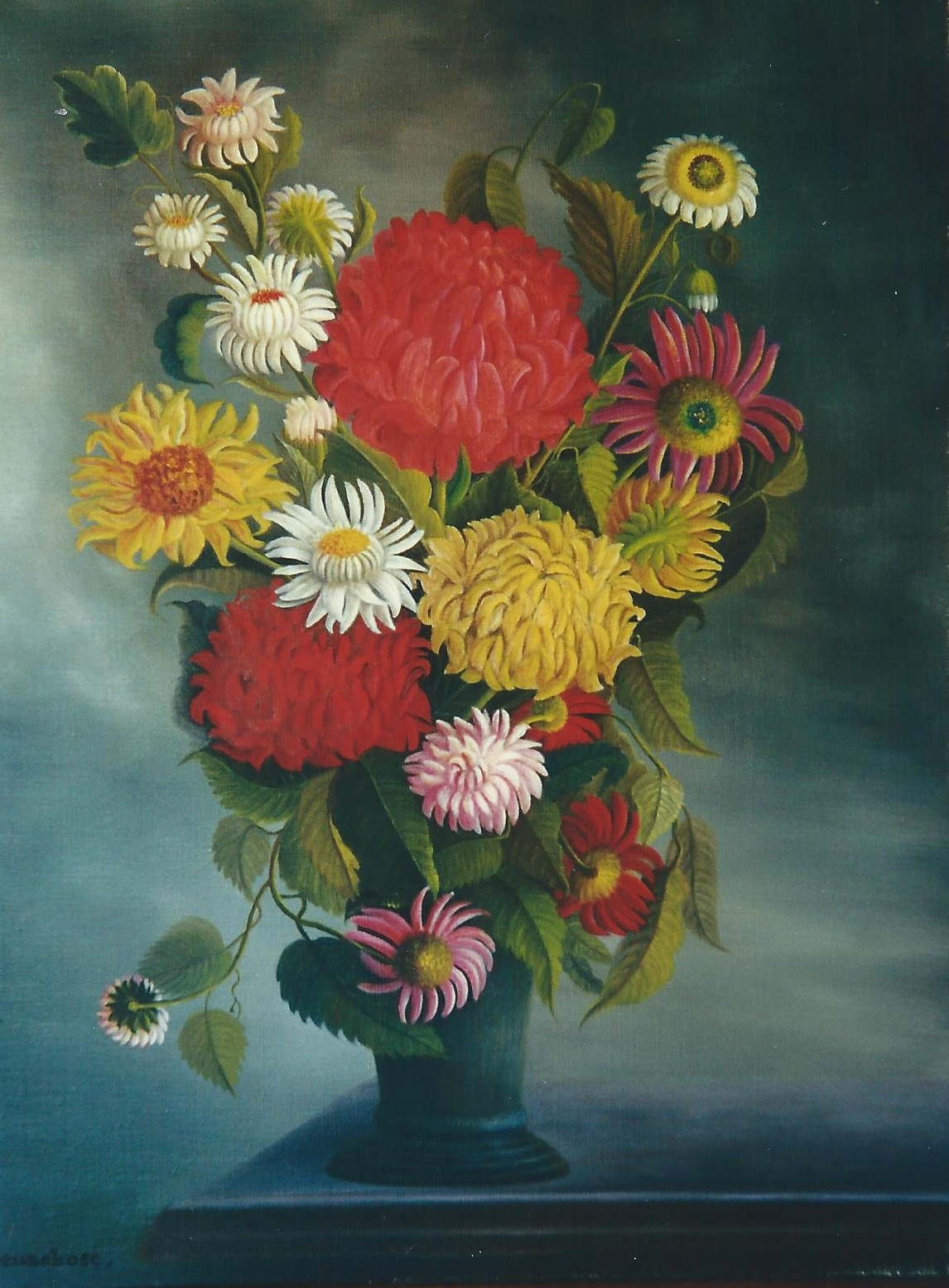
Fleurs annonciatrices de l’hiver (1965).
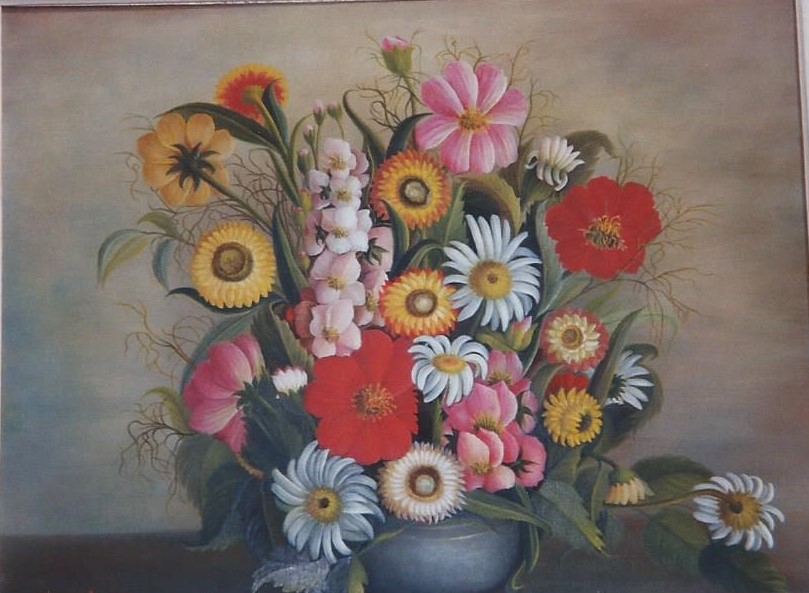
Bouquet aux immortelles (1965).

## Principales expositions

### Le Havre
- De 1958 à 1970, participation à 11 expositions du S.A.A.H. (Salon d'automne des artistes havrais)[4].
- Du 5 au 21 septembre 1959 : Galerie Hamon - 44, Place de l'Hôtel de Ville (exposition personnelle).

### Paris
- Du 19 avril au 4 mai 1963 : Galerie Marcel Bernheim - 35, rue de la Boétie, Paris VIe (exposition personnelle).
- Du 29 novembre au 21 décembre 1966 : Galerie "93" - 93, rue du Faubourg-Saint-Honoré, Paris VIIIe (exposition personnelle).
- Avril 1968 : participation au Salon des Artistes français au Grand Palais à Paris[12].

## Galeries partenaires (de 1959 à 1980)
- Galerie Jacques Hamon au Havre
- Galerie Romanet à Paris – M. A. Romanet – Mme Lucas
- Galerie Marcel Bernheim à Paris
- Galerie "93" à Paris – M. Claude Volnay
- Galerie Charpentier à Paris
- Galerie Majestic à Biarritz – M. François de Vallombreuse
- Galerie Morantin-Nouvion à Paris